# マウント・ホリヨーク大学
マウント・ホリヨーク大学（英語: Mount Holyoke College）は、アメリカ合衆国マサチューセッツ州サウス・ハドリーに本部を置くアメリカ合衆国の私立大学。1837年創立、1893年大学設置。

## 概要
セブン・シスターズのひとつでもあるマウント・ホリヨーク大学は、アメリカ最古の女子大であり、3,000以上あると言われるアメリカの大学の中で難関校の一つとされる。U.S. News & World Report2019のリベラルアーツカレッジの中では全米30位である。また全米総合ランキングにおいては、Wall Street Journal/Times Higher Education2019で第65位、Forbes2018では128位の評価を受けている。
化学・生物など理科に強く、素晴らしいカリキュラムやリサーチを行っている。リベラルアーツカレッジでも珍しい、リサーチリベラルアーツカレッジである。 広大な敷地と美しいキャンパスは有名でアメリカの中でも指折りである。乗馬が得意な生徒が多い(乗馬クラブではアメリカ2位)。優秀な教授陣はアイビーリーグ大学からの移籍者も多数おり、熱心な授業を行っている（教授1に対し生徒9）。卒業生の進路先にはGoogle、Microsoft、NASAなども多数輩出している。

## 入学関係
アメリカの大学入試はテストだけではなく、ボランティア活動、リーダーシップポジション、特別な特技、学校からの推薦状、性格など、すべて高評価でなくてはならない。マウント・ホリヨーク大学の2019年の合格率は36%。特に人気の理科を専攻にしたい生徒にはさらに狭き門である。
大学側はSATなどのテストを要求しておらず提出すれば参照するとしているが、合格者を見ると平均スコアは1350(1600満点)、GPA(学校の全教科の成績を平均したもの)は平均3.81(最高4.0)である。英語が母国語でない学生はTOEFLも必須で、その平均スコアは104/120である。

## 他大学との連携
ダートマス大学との提携があり、ダートマス大学での学位も分野によっては取得できる。
また、マウント・ホリヨーク大学はアマースト大学、スミス大学、ハンプシャー大学、マサチューセッツ大学（アムハースト）と5カレッジプログラムを実施していて、自由に行き来ができ、クラスもとることができる。

## 著名な出身者
- エミリー・ディキンソン - アメリカの詩人